# District de Xiacheng
Le district de Xiacheng (下城区 ; pinyin : Xiàchéng Qū) est une subdivision administrative de la province du Zhejiang en Chine. Il est placé sous la juridiction de la ville sous-provinciale de Hangzhou.